# Comuna Wielgie
Comuna Wielgie este o comună (în poloneză: gmina) rurală în powiat Lipno, voievodatul Cuiavia și Pomerania, Polonia.
Comuna acoperă o suprafață de 133,83 km² și are, potrivit datelor din anul 2006, o populație de 6.588.